# ادل
ادل لوری بلو ادکینز (به انگلیسی: Adele Laurie Blue Adkins؛ زادهٔ ۵ مهٔ ۱۹۸۸) خواننده و ترانه‌نویس انگلیسی است. ادل در سال ۲۰۰۶ در رشتهٔ هنر از مدرسه بریت فارغ‌التحصیل شد و یک قرارداد موسیقی با ایکس‌ال رکوردینگز امضا کرد. او در سال ۲۰۰۷ جایزهٔ ستارهٔ نوظهور بریت را کسب کرد و نامش در جایگاه نخست نظرسنجی آوای ۲۰۰۸ بی‌بی‌سی قرار گرفت. نخستین آلبوم او به‌نام ۱۹ در سال ۲۰۰۸ منتشر شد. این آلبوم هشت گواهی پلاتین در بریتانیا و سه گواهی پلاتین در ایالات متحده کسب کرد. ادل در مراسم گرمی ۲۰۰۹ برندهٔ جایزهٔ بهترین هنرمند جدید و بهترین اجرای پاپ هنرمند زن شد.
ادل در سال ۲۰۱۱ دومین آلبوم خود به‌نام ۲۱ را منتشر کرد. این آلبوم با موفقیت‌های متعددی همراه بود و توانست شش جایزهٔ گرمی از جملهٔ جایزهٔ آلبوم سال را کسب کند و به چهارمین آلبوم پرفروش در تاریخ بریتانیا بدل شد. ۲۱ پرفروش‌ترین آلبوم جهان در سال ۲۰۱۱ و ۲۰۱۲ شد و تا سال ۲۰۲۱، بیش از ۳۲ میلیون نسخه از این آلبوم به فروش رفته است که نامش در جایگاه نخست پرفروش‌ترین آلبوم قرن بیست و یکم جای می‌گیرد. ادل به نخستین هنرمند در تاریخچهٔ جدول بیلبورد هات ۱۰۰ بدل شد که هم‌زمان سه تک‌آهنگش یعنی «غوطه‌ور در ژرفا» و «یکی مثل تو» و «باران را به آتش کشیدن» در جایگاه برتر این جدول قرار می‌گیرند و این موضوع در کتاب رکوردهای جهانی گینس ثبت شد.
ادل در سال ۲۰۱۲ تک‌آهنگ «اسکای‌فال» را برای قسمتی از فیلم جیمز باند به همین نام منتشر کرد. این ترانه برندهٔ جوایز اسکار و گلدن گلوب شد. ادل در سال ۲۰۱۵ پس از وقفه‌ای سه‌ساله سومین آلبوم خود به‌نام ۲۵ را منتشر کرد. این آلبوم رکورد بالاترین فروش در هفتهٔ نخست انتشار در ایالات متحده و پادشاهی متحده را شکست و پرفروش‌ترین آلبوم سال شد. ۲۵ در مراسم گرمی ۲۰۱۷ پنج جایزهٔ از جمله آلبوم سال را کسب کرد. تک‌آهنگ آغازین این آلبوم به‌نام «سلام» به نخستین ترانه در ایالات متحده بدل شد که بیش از یک میلیون نسخهٔ دیجیتالی در نخستین هفتهٔ انتشار خود می‌فروشد. چهارمین آلبوم استودیویی او با عنوان ۳۰ در نوامبر ۲۰۲۱ منتشر شد و پرفروش‌ترین آلبوم سال در سراسر جهان از جمله ایالات متحده و بریتانیا شد. این آلبوم با تک‌آهنگ «به من سخت نگیر» معرفی و سپس برنده جایزه بریت ۲۰۲۲ برای آلبوم سال بریتانیا شد.
ادل با فروش بیش از ۱۲۰ میلیون نسخه از آثارش یکی از پرفروش‌ترین هنرمندان موسیقی در جهان به‌شمار می‌رود. او پرفروش‌ترین هنرمند زن سدهٔ بیست و یکم در بریتانیاست و پرفروش‌ترین هنرمند دههٔ ۲۰۱۰ در ایالات متحده و در سراسر جهان نامیده شد. برخی از افتخاراتش عبارتند از ۱۶ جایزهٔ گرمی و ۱۲ جایزهٔ بریت. مجلهٔ بیلبورد در سال‌های ۲۰۱۱، ۲۰۱۲ و ۲۰۱۶ از او به‌عنوان هنرمند سال یاد کرده است. او در سال ۲۰۱۲ در رتبهٔ پنجم ۱۰۰ هنرمند زن بزرگ از وی‌اچ‌وان قرار گرفت. مجلهٔ تایم در سال‌های ۲۰۱۲ و ۲۰۱۶ از او به‌عنوان یکی از ۱۰۰ شخص تأثیرگذار جهان یاد کرد. آلبوم ۲۱ در سال ۲۰۲۰، از سوی رولینگ استون در فهرست ۵۰۰ آلبوم برتر تمام دوران قرار گرفت.

## تولد و اوایل زندگی

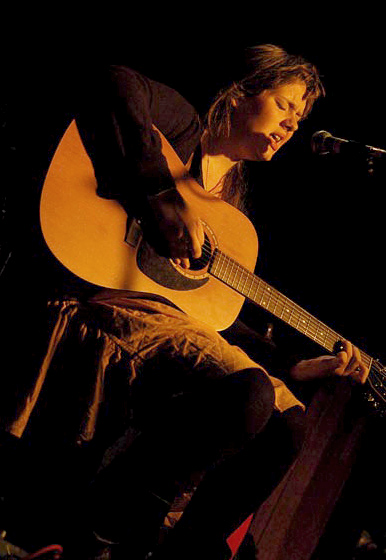
ادل درحال خواندن و نواختن گیتار در کیلبرن، لندن سال ۲۰۰۷.

ادل لوری بلو ادکینز در ۵ مه ۱۹۸۸ و در تاتنهام، لندن به دنیا آمد. مادرش وی را در سن ۱۸ سالگی به دنیا آورد. ادل مادرش را بهترین دوست و مشوق خود می‌داند و در سخنرانی اشک بارش در مراسم گرمی ۲۰۱۲ نسبت به مادرش احساساتی شده و گفت: «فقط می‌خواهم بگویم، مادر، دخترت کارش را خوب انجام داد.»
ادل دوران کودکی سختی داشته است؛ پدرش که معتاد الکل نیز بود، در ۲ سالگی‌اش آنها را ترک کرد و ادل به تنهایی با مادرش در حالی برای تأمین مخارجشان سخت کار می‌کرد بزرگ شد. او آواز خواندن را از ۴ سالگی آغاز کرد و بیان می‌کند که از همان موقع در آهنگ‌ها غرق می‌شد. او برای کشف استعدادهایش در خوانندگی، به دبیرستان مشهور هنرهای نمایشی بریت واقع در کرویدون رفت و در مه ۲۰۰۶ از آنجا فارغ‌التحصیل شد. او موفقیت در پرورش استعدادهایش را به خاطر دبیرستان می‌داند.
ادل در همان ۲۰۰۶ و پس از ۴ ماه فارق التحصیلی با پخش چند آهنگ نمایشی (دمو) کشف شد. او سه آهنگ نمایشی را که برای یک پروژه کلاسی ضبط کرده بود، به یکی از دوستانش داد؛ دوستش آنها را در Myspace پست کرد و آنقدر مشهور شدند که منجر به تماس تلفنی ریچارد راسل، مدیر لیبل موسیقی XL Recordings با او و شروع فعالیت‌های حرفه‌ای‌اش شد.

## فعالیت

### ۲۰۰۸ تا ۲۰۱۰: آلبوم ۱۹ و آغاز شهرت

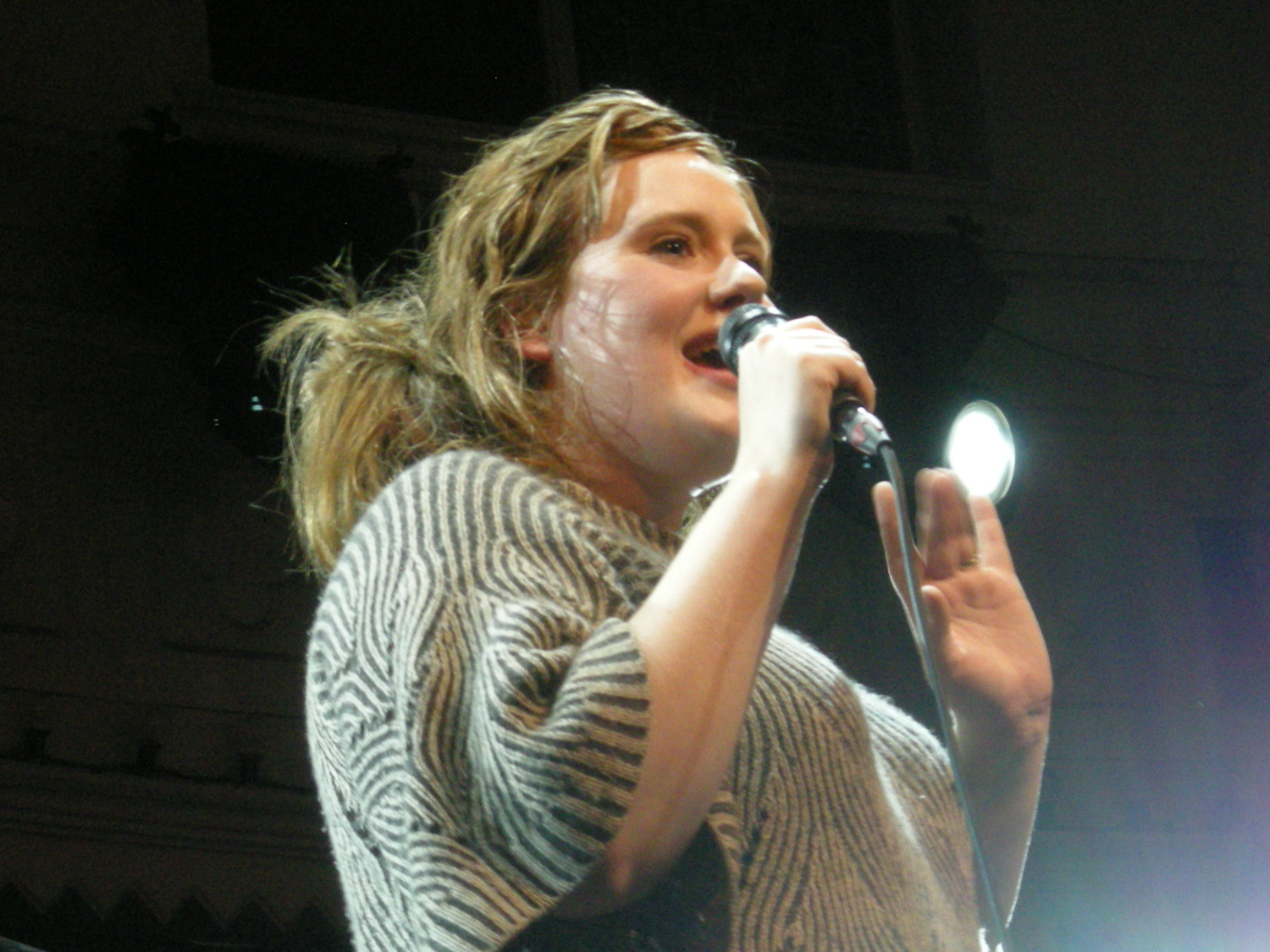
اجرایی از ادل در ۲۰۰۸.

در سال ۲۰۰۸ آلبوم ۱۹ توسط ادل منتشر شد. از آنجا که ادل این آلبوم را در ۱۹ سالگی‌اش ضبط کرد، ۱۹ نام گرفت. ۱۹ اولین آلبوم استودیویی ادل است. این آلبوم در سال ۲۰۱۱، با آن که هنوز ۳ سال از انتشارش می‌گذشت، چهارمین آلبوم پرفروش سال ۲۰۱۱ در بریتانیا شد.
یک بعد از ظهر با ادل نخستین تور جهانی ادل بود که در حمایت از آلبوم ۱۹ انجام گرفت. این تور می ۲۰۰۸ آغاز شد و در ژوئن ۲۰۰۹ به پایان رسید که شامل ۷۸ اجرا در اروپا و آمریکا بود.

### ۲۰۱۰ تا ۲۰۱۴: آلبوم ۲۱ و موفقیت‌های تجاری

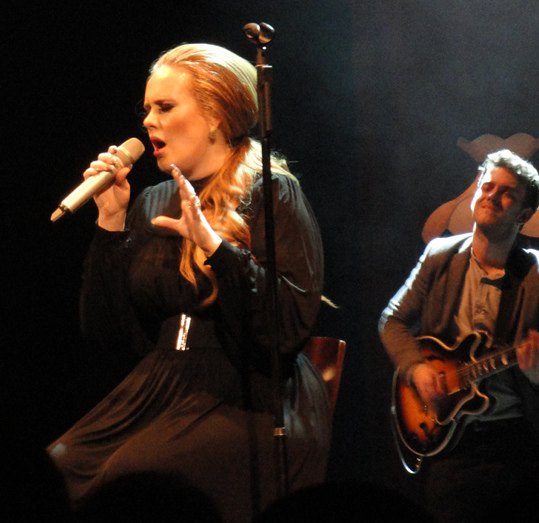
اجرایی از ادل در سیاتل سال ۲۰۱۱.

ادل در ۲۴ ژانویه ۲۰۱۱ آلبوم ۲۱ را منتشر کرد، که ۱۸ هفته، نخستین آلبوم پرفروش بریتانیا (هرگز زنی در تاریخ موسیقی بریتانیا به چنین رکوردی دست نیافته است) و ۱۳ هفته، پرفروش‌ترین آلبوم ایالات متحده بود. آلبوم ۲۱ در ۲۴ کشور جهان در رتبهٔ نخست جدول آلبوم‌های پرفروش بوده و با فروش ۳۲ میلیون نسخه، تبدیل به پرفروش‌ترین آلبوم قرن ۲۱ گردید.
این آلبوم با فروش تنها ۳ میلیون و ۸۰۰ هزار نسخه، پرفروش‌ترین آلبوم سال ۲۰۱۱ در بریتانیا است.
در سال ۲۰۱۱، ادل بر اثر خونریزی تارهای صوتی عمل‌های متعددی انجام داد که در نتیجه آن تور و از کنسرت‌هایش نیز لغو گردید؛ اما او از طرفداران خود عذر خواهی کرد و قول داد پس از بهبود کامل دوباره کنسرت‌هایش را برگزار کند.

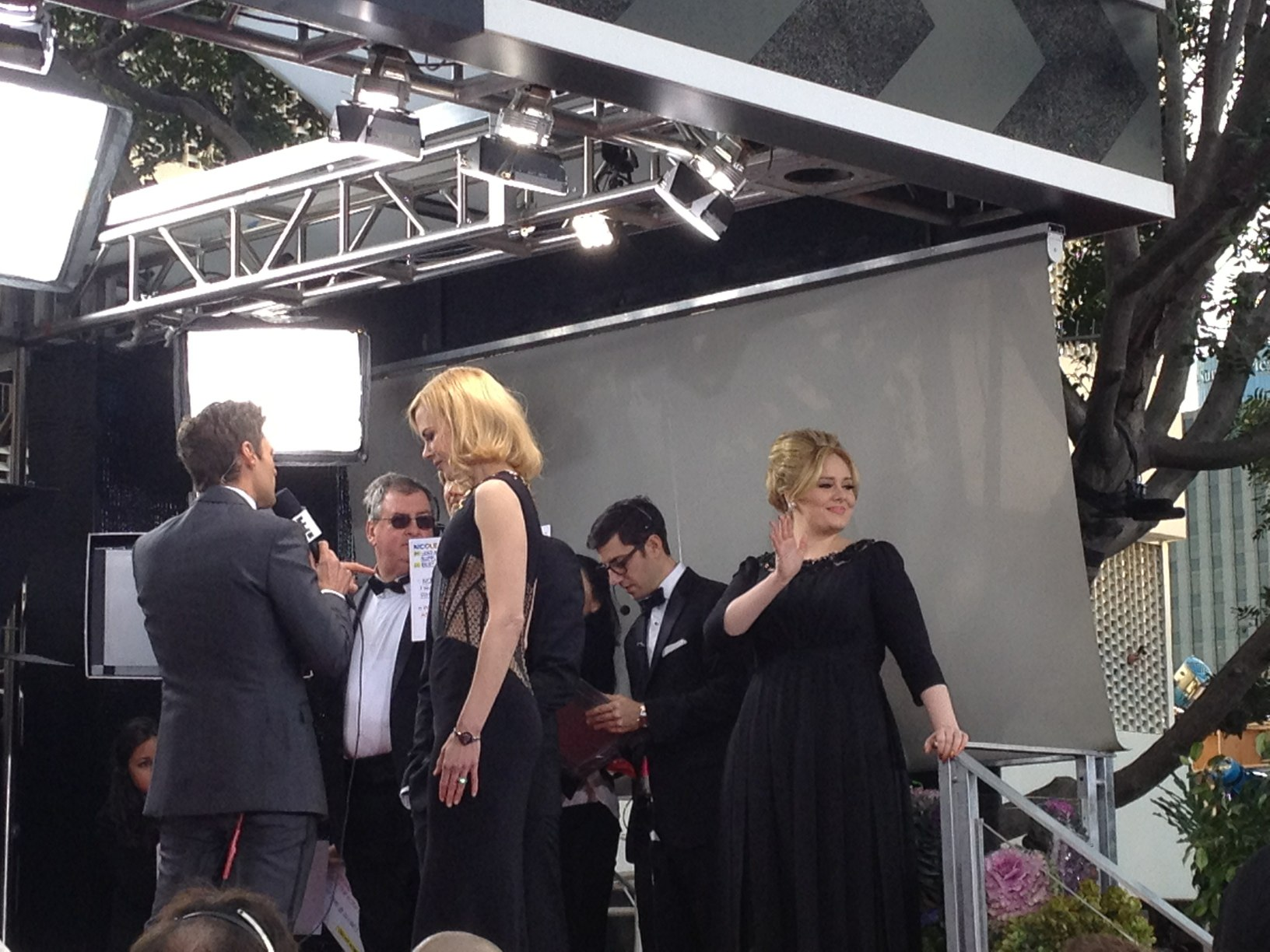
ادل پس از برنده شدن در جوایز گلدن گلوب.

ادل در پنجاه و چهارمین مراسم جوایز گرمی که در سال ۲۰۱۲ برگزار شد، برندهٔ ۶ جایزه گرمی شد که جایزه‌های «آلبوم سال»، «ضبط سال» و «ترانهٔ سال» از جملهٔ آنان بود. به این ترتیب، ادل دومین زن تاریخ (پس از بیانسه) است که توانسته در یک شب، ۶ جایزهٔ گرمی برنده شود. همچنین او در سال ۲۰۰۹ برندهٔ جایزهٔ «بهترین هنرمند جدید» از همین مراسم شده بود؛ به همین دلیل او سومین هنرمندی است که موفق شده در طول دوران هنریش، ۴ جایزهٔ بزرگ مراسم گرمی را برنده شود.
ادل در سال ۲۰۱۲ تک‌آهنگ «اسکای‌فال» را برای قسمتی از فیلم جیمز باند به همین نام منتشر کرد. این ترانه برندهٔ جوایز اسکار و گلدن گلوب شد. ادل ریمیکسی با نام «آهنگ عاشقانه را به آتش کشیدن» دارد که ترکیبی از ترانهٔ «مثل یک ترانه عاشقانه دوستت دارم» سلنا گومز و ترانهٔ «باران را به آتش کشیدن» خود ادل است.
ادل زنده دومین تور ادل بود که در حمایت از آلبوم ۲۱ انجام گرفت؛ این تور به دلیل خون ریزی حنجره ادل هیچگاه تکمیل نشد و متوقف گشت.

### ۲۰۱۵ تا ۲۰۱۷: آلبوم ۲۵

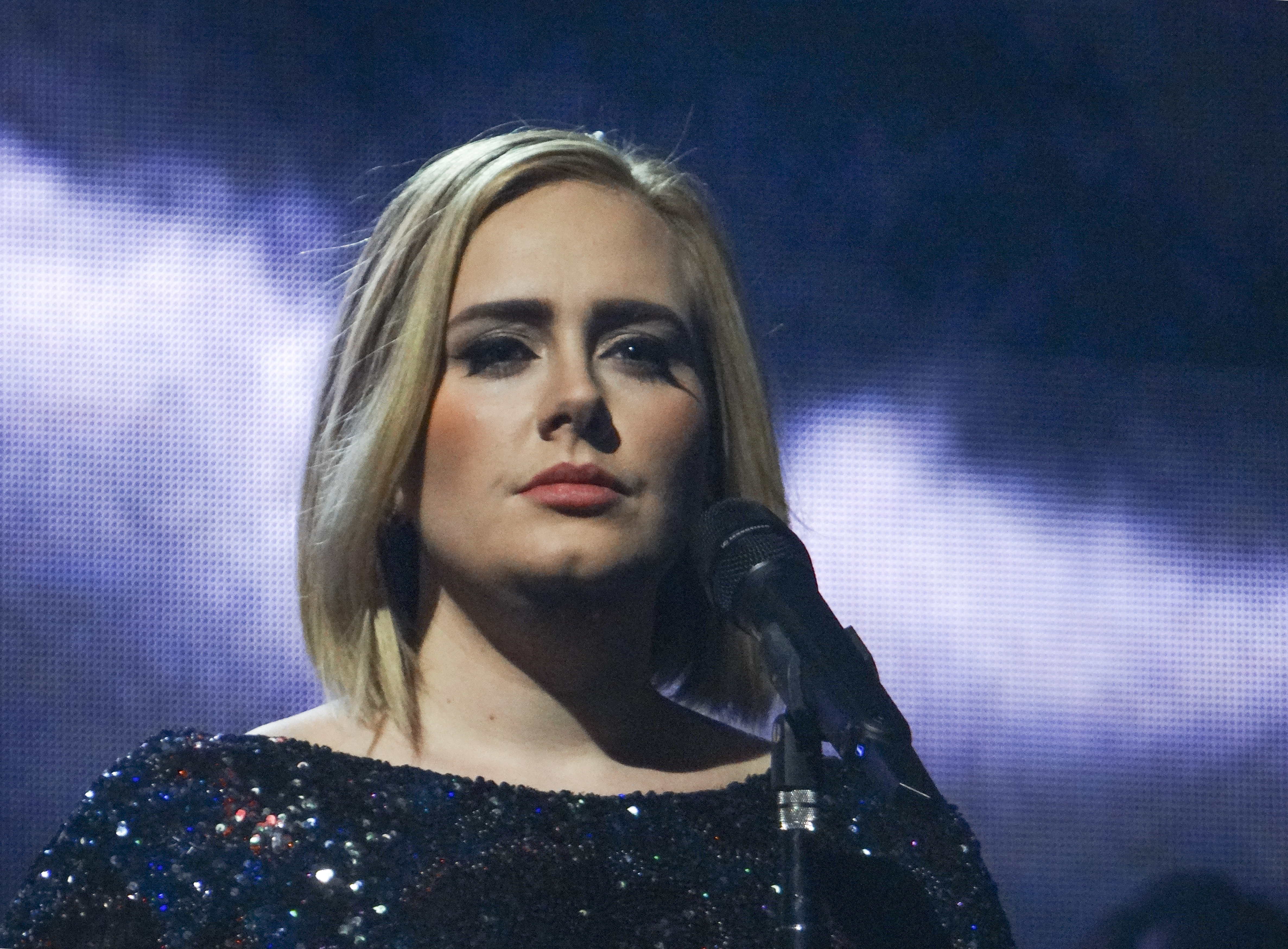
ادل در سال ۲۰۱۶.

در ۲۷ اوت ۲۰۱۵ بیلبورد گزارش کرد که ایکس‌ال رکوردینگز، ناشر ادل، قصد انتشار آلبوم وی را در نوامبر ۲۰۱۵ دارد. در هفتاد و دومین جشنواره فیلم ونیز که در ماه سپتامبر بود، سیا خوانندهٔ استرالیایی اعلام کرد که ادل در تک‌آهنگ زنده با او همکاری خواهد کرد. در ۲۲ اکتبر همان سال ادل رسماً تأیید کرد که آلبوم بعدی او در نوامبر منتشر می‌شود. در نهایت ادل پس از وقفه‌ای سه ساله سومین آلبوم خود به نام ۲۵ را منتشر کرد. این آلبوم رکورد بالاترین فروش در هفتهٔ نخست انتشار در ایالات متحده و بریتانیا را شکست و پرفروش‌ترین آلبوم سال شد. نخستین تک‌آهنگ آغازین آلبوم نیز که فردای همان روز یعنی ۲۳ اکتبر با نام «سلام» منتشر شد تبدیل به نخستین ترانه در ایالات متحده شد که بیش از یک میلیون نسخهٔ دیجیتالی در نخستین هفتهٔ انتشار خود می‌فروشد. نماهنگ این آهنگ نیز در همان روز منتشر و با ۲۷٬۷ میلیون بازدید در ۲۴ ساعت اول در یوتیوب رکورد قبلی که متعلق به آهنگ کینه از تیلور سوئیفت بود را شکست. این نماهنگ حدوداً با میانگین ۱ میلیون بار بازدید بر ساعت توانست در ۸۸ روز به بازدید ۱ میلیاردی در یوتیوب برسد که سریع‌ترین نماهنگ تاریخ بود که به این عنوان دست یافت. همچنین آهنگ سلام در بسیاری از کشورهای جهان به رتبه اول رسید و موفقیت بسیار چشم‌گیری را برای ادل به همراه آورد.

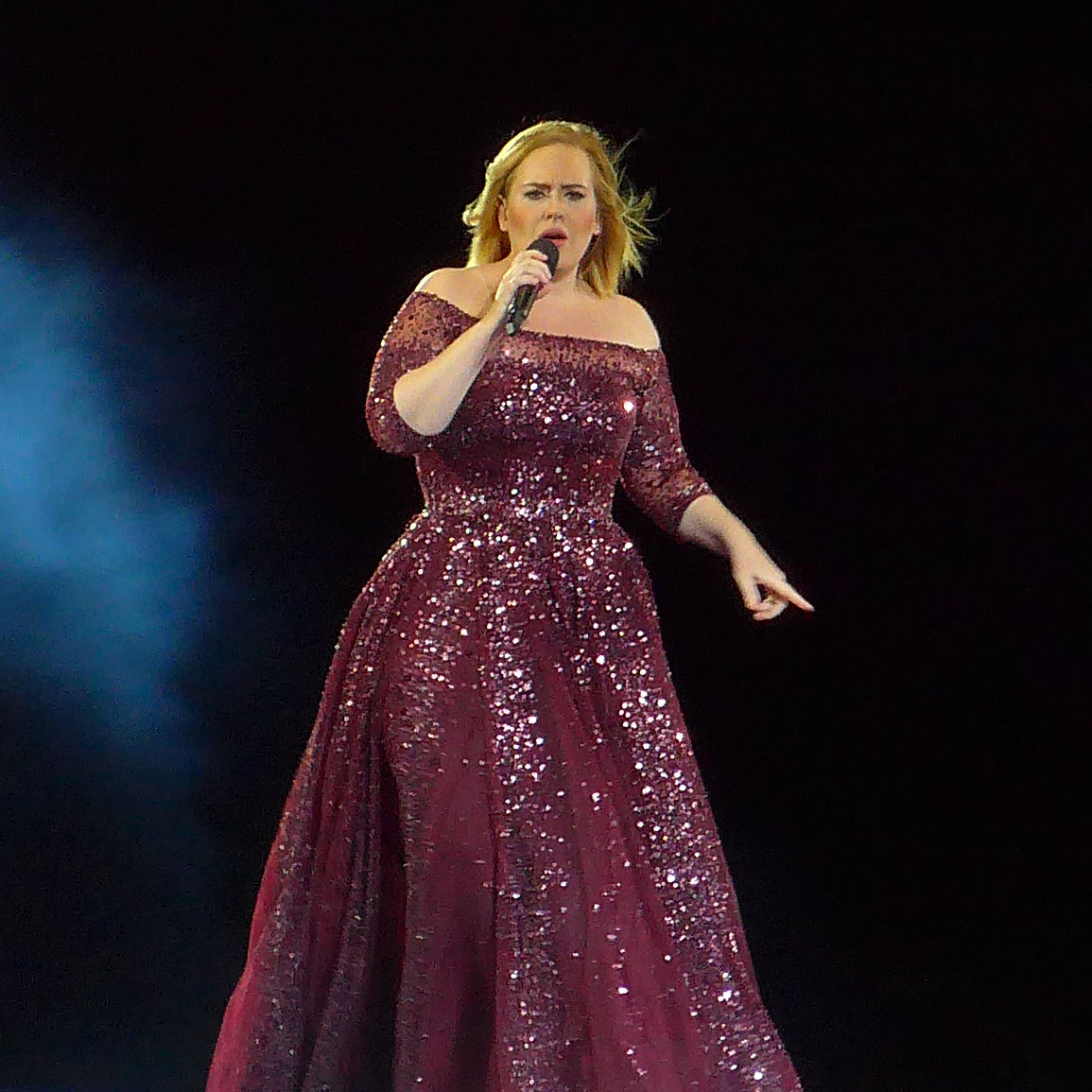
ادل در استرالیا سال ۲۰۱۷.

آلبوم ۲۵ رسماً در ۲۰ نوامبر منتشر شد و در اولین هفتهٔ انتشار با ۸۰۰ هزار کپی در چارت انگلستان به رتبهٔ نخست رسید. این آلبوم ۷ هفتهٔ متوالی در چارت‌های استرالیا، انگلستان و آمریکا در رتبهٔ اول ماند و با ۱۷٬۴ میلیون فروش فقط در سال ۲۰۱۵؛ به پرفروش‌ترین آلبوم سال تبدیل گشت. این آلبوم تا کنون نیز بیش از ۱۹ میلیون فروش جهانی داشته است.
در همان ماه اعلام شد که تور جدید ادل به نام ادل زنده ۲۰۱۶ در سال ۲۰۱۶ و از اروپا شروع می‌شود. این تور که سومین تور او بود، چندین رکورد برای حضور تماشاگران در جهان را شکست. با حضور ۵'۲ میلیون نفر در ۱۲۰ اجرا در اروپا، آمریکای شمالی و اقیانوسیه، بزرگ‌ترین تور موسیقی سال بود که ۳۳۲ میلیون دلار بلیت فروخت. ۱۰ میلیون نفر برای خرید بلیت آمریکای شمالی تور جهانی ادل تلاش کردند، درحالی که فقط ۷۵۰٬۰۰۰ بلیت موجود بود. ادل همچنین در مراسم جایزهٔ بریت ۲۰۱۶ چندین جایزه مانند جایزه آلبوم و تک‌آهنگ سال بریتانیا را کسب کرد.

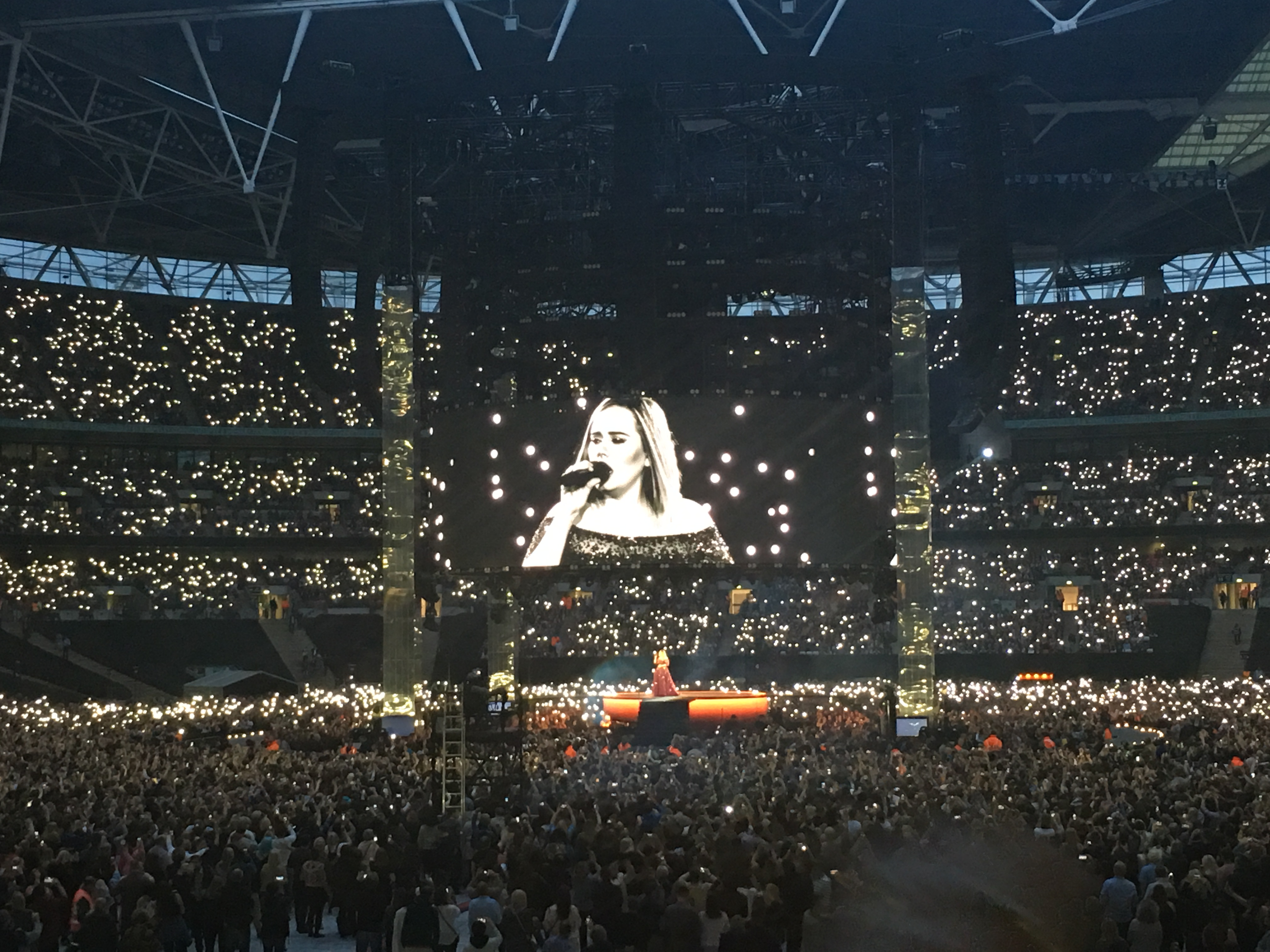
ادل در حال اجرا در استادیوم ومبلی در تور ادل زنده ۲۰۱۶ - ۲۸ ژوئن ۲۰۱۷؛ این کنسرت ادل ۹۸۰۰۰ شرکت کننده داشت که خود یک رکورد استادیومی برای یک رویداد موسیقی بریتانیا محسوب می‌شود.

در مراسم گرمی سال ۲۰۱۷، ادل هر پنج جایزه از پنج نامزدی خود از جمله بهترین ترانه و بهترین آلبوم سال را به دست آورد و تعداد گرمی‌های خود را به ۱۵ عدد رساند.

### ۲۰۲۱ تاکنون: آلبوم ۳۰
در سال ۲۰۲۱ و پس از یک وقفه طولانی (پس از ۶ سال) ادل از آلبوم موسیقی جدید خود رونمایی کرد. چهارمین آلبوم استودیویی او با عنوان ۳۰ در ۱۹ نوامبر ۲۰۲۱ منتشر شد و با فروش ۵'۵ میلیون نسخه تنها در دو ماه، تبدیل به پرفروش‌ترین آلبوم سال در سراسر جهان از جمله ایالات متحده و بریتانیا شد. این آلبوم با تک‌آهنگ «به من سخت نگیر» معرفی، و سپس برنده ۲ جایزه بریت ۲۰۲۲ برای بهترین آلبوم سال و بهترین آهنگ پاپ در بریتانیا، و در گرمی سال ۲۰۲۳، برنده جایزه بهترین اجرای پاپ تک‌نفره شد.

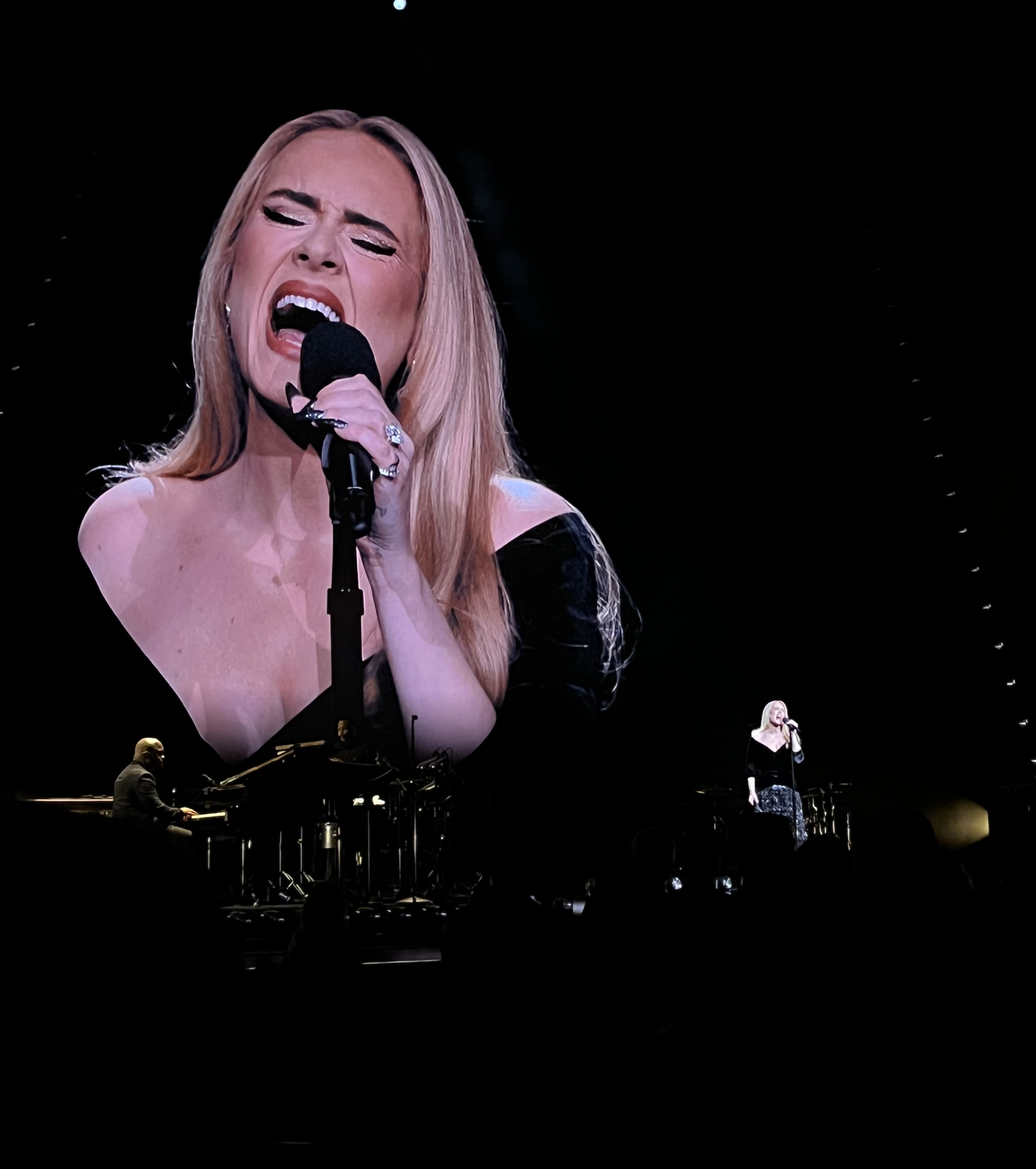
ادل درحال اجرا در آخر هفته‌ها با ادل در لاس وگاس، فوریه ۲۰۲۳.

در ۳۰ نوامبر ۲۰۲۱، ادل در اقامتگاهش در لاس وگاس، اجرای سری کنسرت‌های آخر هفته‌ها با ادل را اعلام کرد که از ۲۱ ژانویه ۲۰۲۲ تا ۱۶ آوریل ۲۰۲۲، در کولوسئوم ۴۲۰۰ نفری کاخ سزار اجرا می‌شوند. این سری کنسرت‌ها اولین اجراهای گسترده ادل پس از ۵ سال دوری از موسیقی و در حمایت از آلبوم جدید او ۳۰ برگزار می‌شوند.

## جوایز و افتخارات
ادل یکی از پرافتخارترین خوانندگان زن در جهان به‌شمار می‌رود. تا سال ۲۰۲۳، ادل برنده ۱۶ جایزه گرمی، ۱۲ جایزه بریت، ۱۸ جایزه بیلبورد، ۵ جایزه موسیقی آمریکا، ۱ جایزه امی، ۱ جایزه گلدن گلوب و ۱ جایزه اسکار شده است.
مجلهٔ موسیقی بیلبورد در سال‌های ۲۰۱۱، ۲۰۱۲ و ۲۰۱۶ از او به عنوان «هنرمند سال» یاد کرده است. آکادمی ترانه‌نویسان، آهنگسازان و مؤلفان بریتانیا در سال‌های ۲۰۱۲ و ۲۰۱۶ از ادل به عنوان «ترانه‌نویس سال» یاد کرده است. او در سال ۲۰۱۲ در رتبهٔ پنجم ۱۰۰ هنرمند زن بزرگ از وی‌اچ‌وان قرار گرفت. مجلهٔ تایم در سال‌های ۲۰۱۲ و ۲۰۱۶ از او به‌عنوان یکی از ۱۰۰ شخص تأثیرگذار جهان یاد کرد. آلبوم ۲۱ او در سال ۲۰۲۰ از سوی رولینگ استون در فهرست ۵۰۰ آلبوم برتر تمام دوران قرار گرفت.
- تا سال ۲۰۲۲، ادل با ۱۵ جایزه از ۱۸ نامزدی، بیشتر از هر زن غیر آمریکایی دیگری برنده جایزه گرمی در جهان بوده است.[۲۶]
- ادل بیشترین جایزه بریت را در بین تمام خوانندگان زن در جهان دارد.[۲۷]
- ادل هشتمین خواننده زن پرفروش در جهان است.
- ادل نهمین زن محبوب جهان از نظر کاربران اینترنت است.[۲۸]
- ادل مشهورترین و پرافتخارترین خواننده زن بریتانیایی شناخته می‌شود.[۲۹]
- ادل دارای ۶ رکورد گینس و ۴۶ رکورد جهانی است.[۳۰]
- ادل ثروتمندترین موسیقی‌دان زیر ۳۰ سال جهان بوده است.[۳۱]
- در سال ۲۰۲۱، ادل پرفروش‌ترین خواننده زن قرن ۲۱ شناخته شد.[۳۲]

## نقدها
منتقد روزنامهٔ گاردین معتقد است که اگر سال‌های سال بعد، روزی در ماشین‌تان پشت چراغ قرمز ایستاده باشید و رادیو به ناگهان آهنگی از ادل پخش کند، شما با تمام وجود به این سال‌ها، سال‌هایی که ادل در آن‌ها از خوانندگان مشهور به‌شمار می‌رود، پرتاب خواهید شد. مهسا پاکزاد روزنامه‌نگار، توضیح می‌دهد که این گفتهٔ روزنامهٔ گاردین «به آن معناست که چیزی از روح زمانه را می‌توان در صدای ادل پیدا کرد. ادل خواننده‌ای جوان است، هم نسل دیگر ستاره‌های این روزهای دنیای موسیقی اما ربط چندانی به آن‌ها ندارد. موهایش شبیه موهای زنان دهه‌های دور است و اندام و لباس‌هایش هم ربطی ندارد به آنچه این روزها از ستاره‌ها انتظار می‌رود».

## آلبوم‌شناسی
- ۱۹ (۲۰۰۸)
- ۲۱ (۲۰۱۱)
- ۲۵ (۲۰۱۵)
- ۳۰ (۲۰۲۱)

## تورها و کنسرت‌ها
- یک بعد از ظهر با ادل (۲۰۰۹–۲۰۰۸)
- ادل زنده (۲۰۱۱)
- ادل زنده ۲۰۱۶ (۲۰۱۷–۲۰۱۶)

کنسرت اقامتی:
- آخر هفته‌ها با ادل (۲۰۲۳–۲۰۲۲)

## دارایی و ثروت
ادل یکی از پردرآمدترین خوانندگان زن جهان به‌شمار می‌آید. فوربز در سال ۲۰۱۳، او را در لیست پردرآمدترین افراد زیر ۳۰ سال جهان قرار داد که از مه ۲۰۱۱ تا مه ۲۰۱۲، ۲۸ میلیون دلار درآمد داشته است.
در ژانویه ۲۰۱۵ گزارش شد که ادل حدوداً ۱۲۰ میلیون دلار دارایی دارد و ثروتمندترین موسیقی‌دان زیر ۳۰ سال جهان بوده است. ادل در سال ۲۰۱۶ و ۲۰۱۷، به ترتیب با ۵'۸۰ و ۶۹ میلیون دلار درآمد در رتبه دوم فهرست «پردرآمدترین زنان خواننده جهان» فوربز قرار گرفت.
ادل از زمانی که مادر شد فعالیت‌های موسیقی‌اش را کمتر کرد اما این مسئله باعث نشد که درآمد او کم شود. به گفتهٔ یک منبع آگاه، علی‌رغم اینکه وی ۴ سال آلبوم جدیدی منتشر نکرده بود، اما روزانه ۱۰۲ هزار دلار به ثروتش افزوده می‌شود. وی صاحب دو کارخانه در انگلیس است که تنها طی ۲۲ ماه، ۷۰ میلیون دلار درآمد داشته‌اند.
در سال‌های اخیر، آلبوم چهارم او پرفروش‌ترین آلبوم موسیقی سال شد. سری کنسرت‌های او در لاس وگاس با استقبال بسیاری مواجه شد و طبق اعلام منابع آگاه، ادل از هر یک شب اجرای خود در کاخ سزار، نیم میلیون دلار درآمد دارد. ادل دو عمارت در بورلی هیلیز را به ترتیب به قیمت ۶۵'۱۰ و ۱۰ میلیون دلار خریداری کرد و در فوریه ۲۰۲۲، گزارش شد که وی عمارت سابق سیلوستر استالونه با مساحت ۲۰۰۰ متر مربع در زمینی ۵'۳ هکتاری در بورلی هیلز را نیز به قیمت ۵۸ میلیون دلار خریداری کرده است.
مجله بیلیورد او را "پرفروش‌ترین خواننده زن بریتانیایی قرن ۲۱" اعلام کرده است. ادل تنها از سال ۲۰۰۹ تا ۲۰۲۱، ۴۳۳ میلیون دلار درآمد داشته است.
دارایی‌های ادل در سال ۲۰۲۲ را، ۲۲۰ میلیون دلار تخمین زده‌اند.

## زندگی شخصی

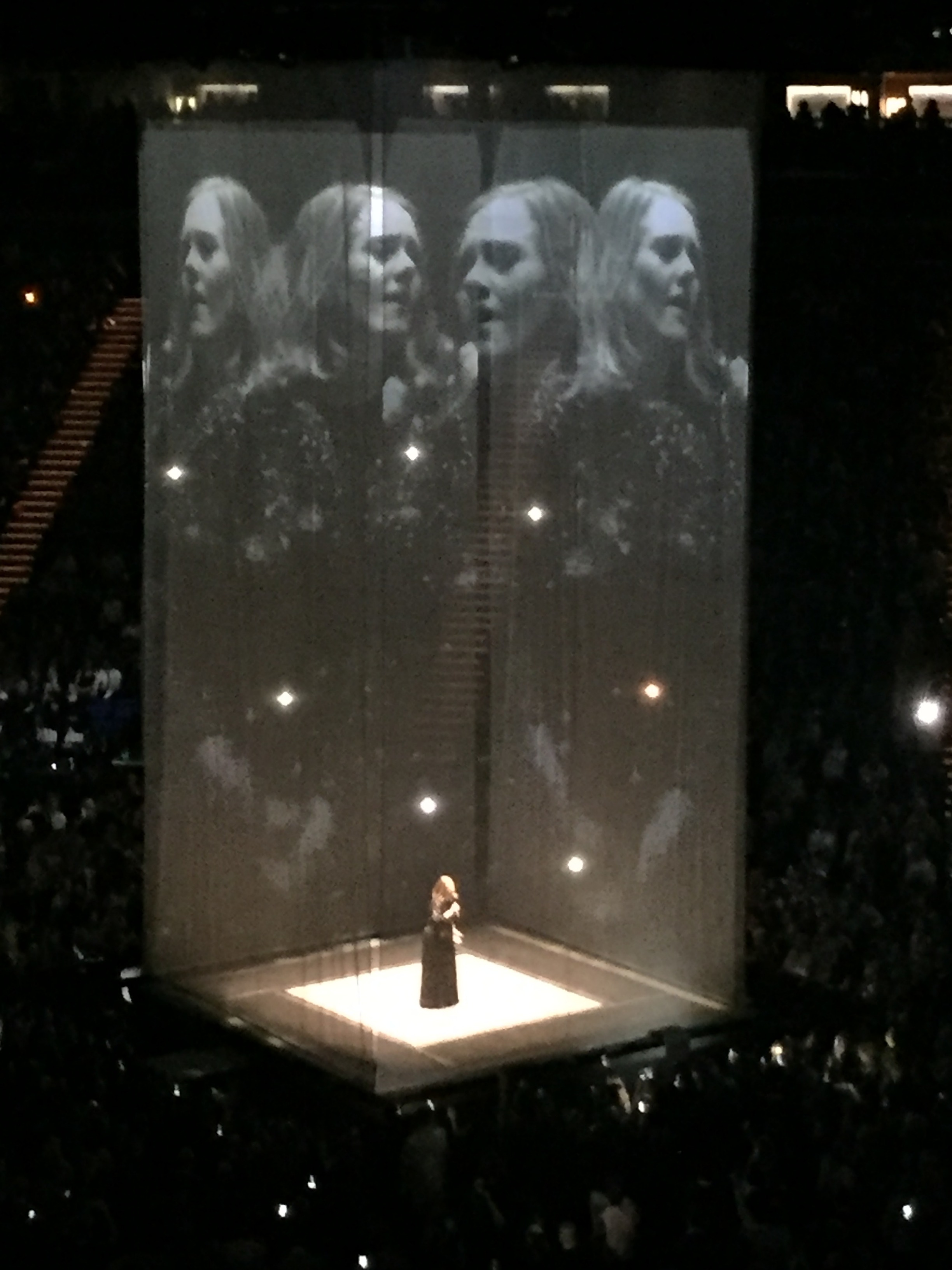
ادل در تور جهانی ۲۰۱۶

### جراحی تارهای صوتی
در اکتبر سال ۲۰۱۱، ادل پس از یک اجرای رادیویی فرانسوی دچار خونریزی تارهای صوتی شد و توانایی خواندن خود را از دست داد که منجر به لغو تمام کنسرت‌ها و تورهای آلبوم ۲۱ شد. او برای ترمیم این جراحت، ناچار به انجام یک جراحیِ حساس و پرخطر به نام جراحی پولیپ تارهای صوتی شد. در این عمل، جراح، چاقوها و انبرک‌های کوچکی را به سمتِ حنجرهٔ بیمار هدایت می‌کند تا بافت آسیب دیده‌ای که مانع از ارتجاع درست تارهای صوتی می‌شود و تأثیر بدی روی طنین و وسعت و شفافیت صدا گذاشته را از میان بردارد. پزشک او دکتر استیون زیتلز، به خوبی از عهده درمان او برآمد و صدای ادل حتی از قبل شفاف‌تر شد.

### ازدواج
در ژانویه ۲۰۱۲ گزارش شد ادل رابطهٔ عاشقانه‌ای را با سایمون کُنِکی، کارآفرین خیریه شروع کرده. ادل در ژوئن ۲۰۱۲ اعلام کرد او و سایمون منتظر تولد فرزندشان هستند. در ۱۹ اکتبر ۲۰۱۲ پسرشان، آنجِلو، که فرزند اول ادل و فرزند دوم سایمون بود به دنیا آمد. در سال ۲۰۱۳ ادل و کنکی پرونده‌ای علیه یک آژانس عکاسی در بریتانیا تشکیل دادند که عکس‌هایی که پاپاراتزی‌ها از پسرشان در یک سفر خانوادگی گرفته بودند، چاپ کرده بود. وکلای آن‌ها توانستند در ژوئیه ۲۰۱۴، از طرف کمپانی خسارت کلانی دریافت کنند. افرادی چون کارل لاگرفلد و جون ریورز از ادل بخاطر وزنش انتقاد کرده بودند؛ ولی در مقابل نیز بسیاری از افراد از او حمایت کردند و بیان کردند او از وزنش راضی است و تنها در صورتی به فکر تغییر می‌افتد که روی سلامتی یا زندگی جنسی‌اش اثری بگذارد. ادل معتقد است که: «هنر آوازش خوراک گوش‌هاست نه چشم‌ها». در ۱۲ ژوئن ۲۰۱۶ و بنا بر طبق عادت عاطفی، او اجرای خودش در آنتورپ بلژیک را به قربانیان تیراندازی باشگاه شبانهٔ اورلندو تقدیم کرد.

### طلاق و کاهش وزن
ادل در ۱۳ سپتامبر ۲۰۱۹ و پس از شایعات فراوان، بعد از ۷ سال نامزدی و ۳ سال ازدواج، از سایمون کُنِکی درخواست طلاق داد و در ۴ مارس ۲۰۲۱ جدا شد. او طلاقش را به دلیل اختلافات شخصی اعلام کرد. در بیانیه‌ای وکیل ادل عنوان کرد: «اَدل و شریک زندگی‌اش از هم جدا شده‌اند. آن‌ها به بزرگ‌کردن پسرشان با عشق در کنار هم متعهد هستند و مانند همیشه آن‌ها می‌خواهند که همه چیز شخصی باقی بماند». ادل بارها گفته است که فرزندش اولویت زندگی اوست و دوست دارد یک مادر تمام وقت باشد؛ از این رو برای سال‌ها از دنیای موسیقی فاصله گرفت. در سال ۲۰۱۹، صحبت‌هایی از کاهش وزن ادل به گوش می‌رسید؛ تا اینکه در همان سال و پس از مدت‌ها دوری، با کاهش وزن ۴۵ کیلوگرمی در رسانه‌ها حاضر شد و همه را شگفت زده کرد. او در این‌باره می‌گوید: «بعد از طلاق و جدا شدن از همسرم نیاز به تغییر داشتم. به جایی رسیده بودم حال خیلی خوبی نداشتم و می‌دانستم که باید تغییری ایجاد کنم. می‌خواستم بهترین و سالم‌ترین مادر ممکن برای پسرم باشم و نمی‌خواستم در آینده بیماری سراغم بیاید؛ پس تصمیم گرفتم که لاغر شوم». ادل پیشتر به اعتیادش به چای و قند و الکل اعتراف کرده بود؛ کاهش مصرف قند و ترک الکل به همراه رژیم، عامل کاهش وزن تدریجی او از سال ۲۰۱۲ تا ۲۰۲۱ بود.
او در سال ۲۰۲۱ با ریچ پل، مدیربرنامه ورزشی آمریکایی، وارد رابطه شد.
ادل از لحاظ سیاسی حامی حزب کارگر است. او که متولد تاتنهام است، از تیم فوتبال تاتنهام هاتسپر حمایت می‌کند. ادل به‌عنوان یک نماد برای جامعه دگرباشان جنسی شناخته می‌شود و همواره از آنها حمایت می‌کند. در حال حاضر ادل مشغول اجرای چهارمین سری کنسرت‌هایش از آلبوم جدیدش ۳۰ در لاس وگاس است و در همان‌جا اقامت دارد.